# Gisela Grothaus
Gisela Grothaus (Berlín, 20 de febrero de 1955) es una deportista alemana que compitió para la RFA en piragüismo en la modalidad de eslalon.
Participó en los Juegos Olímpicos de Múnich 1972, obteniendo una medalla de plata en la prueba de K1.

## Palmarés internacional
| Juegos Olímpicos | Juegos Olímpicos | Juegos Olímpicos | Juegos Olímpicos |
| Año              | Lugar            | Medalla          | Competición      |
| ---------------- | ---------------- | ---------------- | ---------------- |
| 1972             | Múnich (RFA)     | Medalla de plata | K1 individual    |